# Fülei Balázs
Fülei Balázs (Kecskemét, 1984. április 1. –) magyar zongoraművész.
Nyolcéves korában kezdett zenét tanulni Katonáné Szabó Judit irányításával. A budapesti Bartók Konzervatóriumban Eckhardt Gábor és Réti Balázs tanítványa volt, majd 2008-ban diplomázott kitüntetéssel a Liszt Ferenc Zeneművészeti Egyetemen, Nádor György, Gulyás Márta és Réti Balázs irányításával. Aktívan részt vett Amadeus Webersinke, Florent Boffard, Rados Ferenc, Csalog Gábor, Norma Fischer, Kocsis Zoltán, Bertrand Ott, Jan Marisse Huizing, Jan Wijn, Boris Berman és Kurtág György mesterkurzusain zongora és kamarazene témakörében.
Fülei Balázs aktív koncertéletet él, Európa szinte minden országában, Kínában, Japánban, Ausztráliában és az Amerikai Egyesült Államokban is fellépett. Művésze volt a Miami Nemzetközi Zongorafesztiválnak és a Ferruccio Busoni Fesztiválnak. Első helyezést ért el a 10. Országos Zongoraversenyen, valamint a Liszt Ferenc Zeneművészeti Egyetem Földes Andor Zongoraversenyén 2003-ban. A 43. "Arcangelo Speranza" Nemzetközi Zongoraverseny győztese (Taranto, Olaszország, 2005. május), a 25. "Ettore Pozzoli" Nemzetközi Zongoraverseny (Milánó-Seregno, 2007) harmadik helyezettje. 2007-ben különdíjat kapott a 13. Nemzetközi Csajkovszkij Versenyen Moszkvában. Kétszer is beválogatták az International Holland Music Sessions „New Masters On Tour” sorozatába, amely során 2007-ben fellépett a Concertgebouwban, a hágai Diligentiában és más európai fővárosokban. 2006 májusában Tokióban rögzített DVD-felvételt Chopin és Liszt balladáival, majd 2008-ban debütált a New York-i Carnegie Hallban.
Fülei Balázs szívesen játszik kamarazenét és kortárs zenét, magyar zeneszerzők műveinek ősbemutatóján is részt vett. A Starlet Music Management művésze.

## Díjai és elismerései
- 1. helyezett, 10. Országos Zongoraverseny (2003)
- 1. helyezett, Földes Andor Zongoraverseny (Liszt Ferenc Zeneművészeti Egyetem) (2003)
- Győztes, 43. "Arcangelo Speranza" Nemzetközi Zongoraverseny (Taranto, Olaszország) (2005)
- 3. helyezett, 25. "Ettore Pozzoli" Nemzetközi Zongoraverseny (Milánó-Seregno) (2007)
- Különdíj, 13. Nemzetközi Csajkovszkij Verseny (Moszkva) (2007)

## Fordítás
Ez a szócikk részben vagy egészben  a   Balázs Fülei című angol Wikipédia-szócikk ezen változatának fordításán alapul.  Az eredeti cikk szerkesztőit annak laptörténete sorolja fel. Ez a jelzés csupán a megfogalmazás eredetét és a szerzői jogokat jelzi, nem szolgál a cikkben szereplő információk forrásmegjelöléseként.